# Estação Blanqueado
A Estação Blanqueado é uma das estações do Metrô de Santiago, situada em Santiago, entre a Estação Lo Prado e a Estação Gruta de Lourdes. Faz parte da Linha 5.
Foi inaugurada em 12 de janeiro de 2010. Localiza-se no cruzamento da Avenida San Pablo com a Avenida Las Rejas e a Avenida Sergio Valdovinos. Atende as comunas de Lo Prado e Quinta Normal.